# Movimiento cooperativo

Los dos pinos, símbolo internacional del cooperativismo.

El movimiento cooperativo, cooperativismo o movimiento de cooperativas, es el movimiento social o doctrina que determina la cooperación de sus integrantes en el rango económico y social como medio para lograr que los productores y consumidores, integrados en asociaciones voluntarias denominadas cooperativas, obtengan un beneficio mayor para la satisfacción de sus necesidades. Está representado a una escala mundial a través de la Alianza Cooperativa Internacional.
A nivel mundial la representación de las cooperativas de ahorro y crédito se encuentra en Madison, Wisconsin (Estados Unidos), y es conocida por sus siglas WOCCU -Consejo Mundial de Cooperativas de Ahorro y Crédito.
El movimiento cooperativo actualmente es una fuerza económica que extiende sus beneficios a la base de la pirámide económica, propiciando la inclusión financiera hacia los más necesitados, creando oportunidades de desarrollo social, económico y ambiental.

## Valores cooperativos

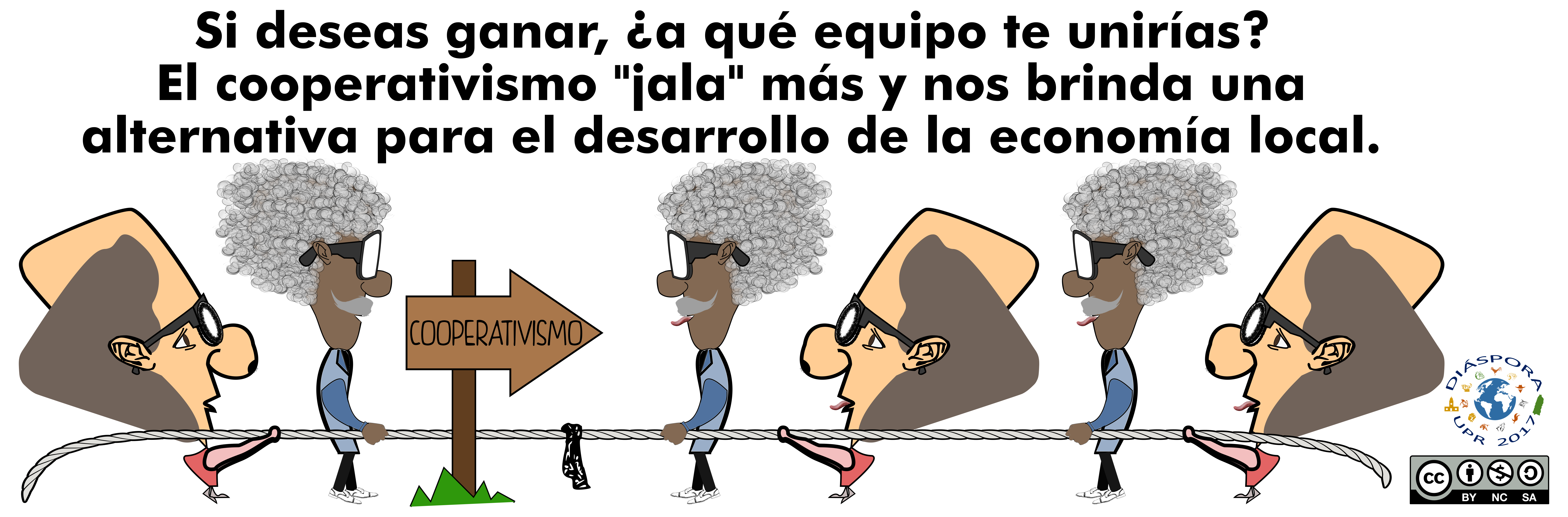
"Cooperativismo" por la Diaspora de la University of Puerto Rico

Las cooperativas se fundamentan en los siguientes valores éticos universales: 
- Apoyo mutuo: es el accionar de un grupo para la solución de problemas comunes.
- Responsabilidad: nivel de desempeño en el cumplimiento de las actividades para el logro de metas, sintiendo un compromiso moral con los asociados .
- Democracia directa: toma de decisiones colectivas por los asociados en lo referente a la gestión de la cooperativa.
- Igualdad: todos los asociados tienen iguales deberes y derechos.
- Equidad: justa distribución de los excedentes entre los miembros de la cooperativa.
- Solidaridad: apoyar, cooperar en la solución de problemas de los asociados, la familia y la comunidad.

También promueve los valores éticos de la honestidad, transparencia, responsabilidad social y compromiso con los demás. Es a partir de estos valores que se fundamentan los lineamientos organizacionales del cooperativismo que se detallan más adelante.

## Principios del cooperativismo
La Alianza Cooperativa Internacional (ACI), organización creada en el año 1895, revisó estos principios en 1966 y 1995, siendo su versión más actual la que sigue:
1. Libre adhesión: Significa que la cooperativa debe tener sus puertas abiertas para admitir socios y el interesado es libre para solicitar su admisión a ella cumpliendo ciertas condiciones ya previstas legalmente.
2. Control democrático: La administración de las cooperativas las hacen los propios socios, los cuales, reunidos democráticamente en asamblea general, eligen por votación a quienes van a formar la junta directiva.
3. Gestión de los administradores: Debe sujetarse a lo que manden los estatutos de la cooperativa. Los asociados pueden supervisar la actuación de los directivos a través de delegados que integran los distintos órganos de administración. Esto puede incluir un interés limitado al capital: para el funcionamiento de una cooperativa se necesita un capital porque si bien es una empresa sin fines de lucro ninguna empresa funciona sin capital. Se entiende por interés limitado al capital, un interés fijo que no depende de la cantidad mayor o menor de las utilidades.
4. Educación cooperativa: Las personas asociadas tienen el deber de prepararse social y profesionalmente para desarrollar eficazmente los compromisos asumidos como socios.
5. Reparto de excedentes: Los excedentes o sobrantes, provenientes de operaciones realizadas por la asociación cooperativa pertenecen a los asociados y deben distribuirse de tal manera que se evite ganancias de un asociado en detrimento a otro.
6. Integración cooperativa: Los participantes de una cooperativa deben estar integrados, lo que quiere decir, que deben componer un todo de sus partes.
7. Preocupación por la comunidad: Una cooperativa es una organización social vinculada directamente con la comunidad que la rodea y en la cual posee una participación activa dentro de la vida política de la misma. La solidaridad y el beneficio mutuo no radica solamente en mejoras sustanciales para los asociados de la cooperativa, sino también en la mejora de la calidad de vida de los habitantes de la comunidad. La participación activa de las cooperativas en la vida de la comunidad es plena aplicación de este principio sumado en el último congreso de la ACI, en 1995 en Mánchester.

## Historia del cooperativismo
Con varios precedentes a lo largo de la historia (en 1769, se había fundado la cooperativa de consumo de la Sociedad de las Hilanderas de Fenwick o "Fenwick Weavers' Society", en East Ayrshire, Escocia), y con las excepciones teóricas y prácticas recientes de los socialistas utópicos, el punto de partida efectivo del movimiento cooperativo se inicia el 24 de octubre de 1844 en Inglaterra cuando un grupo de 28 trabajadores (27 hombres y 1 mujer) de la industria textil de la ciudad de Rochdale que se habían quedado sin empleo tras una huelga, constituyeron una empresa que se llamó Sociedad Equitativa de los Pioneros de Rochdale, a la cual aportaron cada uno la cantidad de 28 peniques.
Estos primeros cooperativistas, conocidos como los Pioneros de Rochdale se dotaron de una serie de normas que presentadas ante la Cámara de los Comunes del Reino Unido fueron el germen de los Principios cooperativos. Estas normas eran las siguientes por ejemplo
- Libre adhesión y libre retiro.
- Control democrático.
- Libertad racial y religiosa.
- Ventas al contado.
- Devolución de excedentes.
- Interés limitado sobre el capital.
- Educación continua.
- Neutralización de Activos y pro activos.

## Configuración
El cooperativismo se estructura mediante organizaciones representativas de las cooperativas.
- Internacional:[1] ICA, Alianza Cooperativa Internacional.
  - Cooperativas de Trabajo: CICOPA.
  - Cooperativas de Consumo: CCW.
  - Cooperativas Agrarias: ICAO.
  - Cooperativas de Crédito: ICBA.
  - Cooperativas de Vivienda: ICAH.
  - Cooperativas de Salud: IHCO.
  - Cooperativas y Mutuas de Seguros: ICMIF.
  - Cooperativas de Pescadores: ICFO.
- América: ACI Américas.
- África: ACI África.
- Asia y Pacífico: ACI Asia y Pacífico.
- Europa:[2] Cooperatives Europe
  - Cooperativas de Trabajo: CECOP.
  - Cooperativas de Consumo: Eurocoop.
  - Cooperativas Agrarias: Cogeca.
  - Cooperativas de Crédito: EACB.
  - Cooperativas de Vivienda: Housing Europe.
  - Cooperativas de Farmacia: Eurosocial Pharma.
- España:[3] CEPES
  - Cooperativas de Trabajo: COCETA
  - Cooperativas de Consumo: Hispacoop
  - Cooperativas Agro-alimentarias: CCAE
  - Cooperativas de Crédito: UNACC
  - Cooperativas de Vivienda: CONCOVI
  - Cooperativas de Farmacia: ACoFarma
  - Cooperativas de Salud: Espriu Fundazioa
  - Cooperativas de Pescadores: UNaCoMar
  - Cooperativas de Enseñanza: UECoE.
  - Cooperativas de Transporte: UCoTrans.